# Vegetable Production System

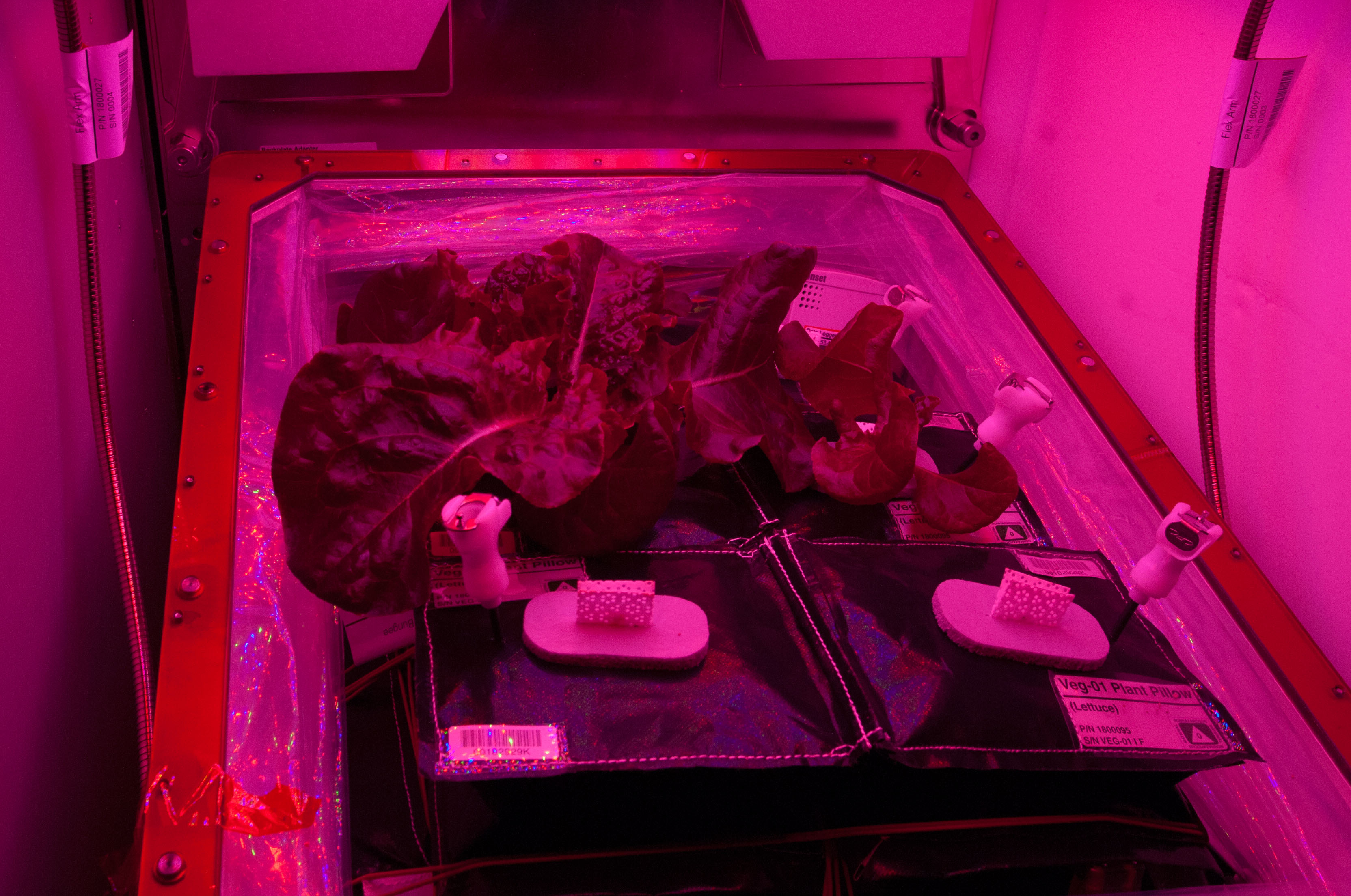
Laitue cultivée dans le cadre de l'expérience Veggie : la lumière violette utilisée stimule la photosynthèse.

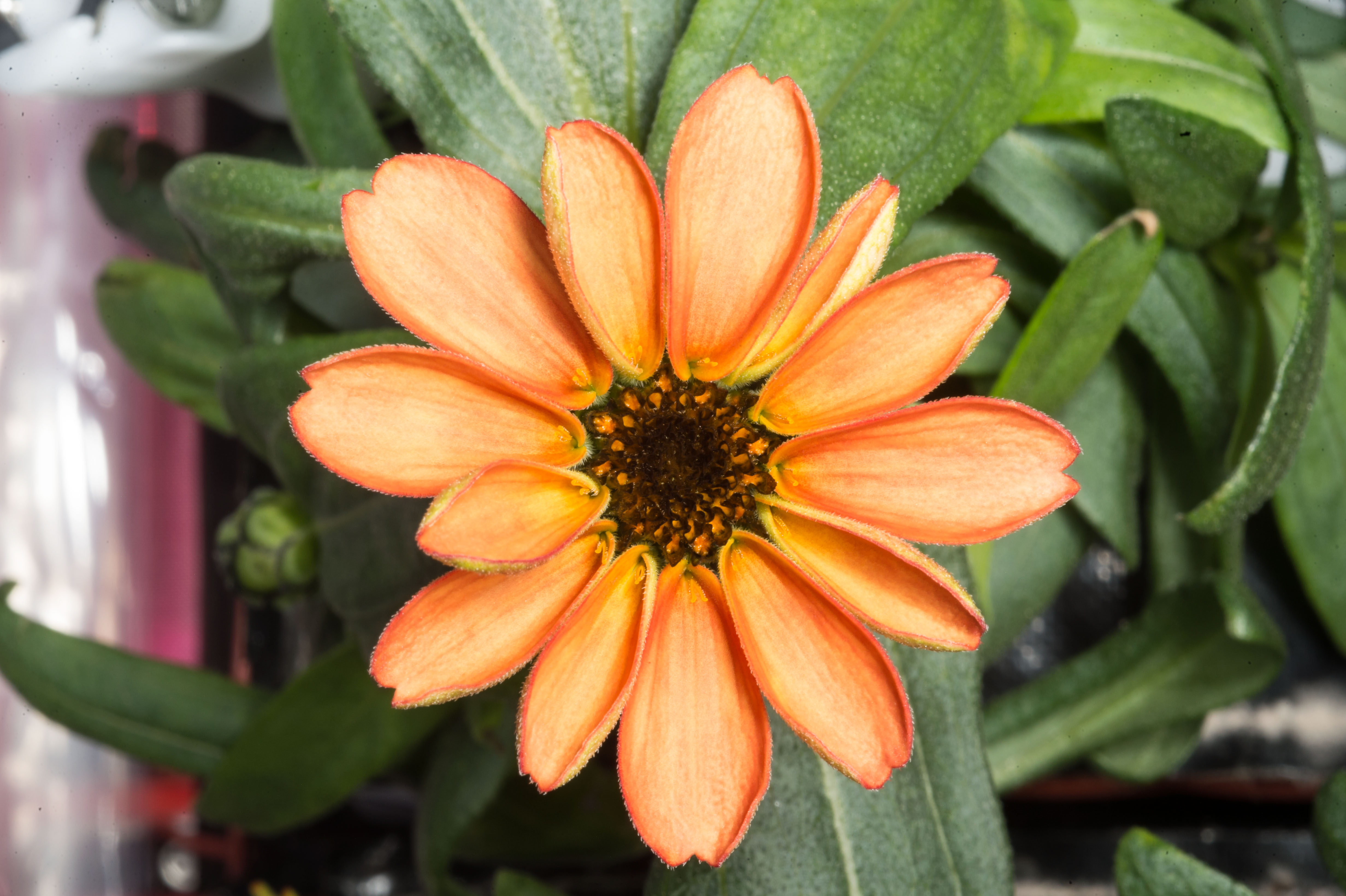
Une fleur (Zinnia) cultivée dans l'espace en utilisant Veggie.

Le Vegetable Production System (en abrégé Veggie) est un système de culture installé notamment dans le laboratoire Columbus de la Station spatiale internationale depuis mai 2014. Cette expérience a pour objectif de tester un nouveau type de serre spatiale à faible cout dont l'encombrement s'adapte à la croissance des plantes. La surface cultivable est de 0,16 m2 et la hauteur maximale des plantes peut atteindre 45 cm. Cette expérience d'une masse de 7,2 kg dispose d'un réservoir d'eau d'une capacité de 2 litres. Un éclairage fournit  300 μmoles/m²/s de lumière violette favorisant la croissance des plantes. Il est dispensé par des leds (à 455 nm, 530 nm et 630 nm) qui consomment au maximum 115 watts. Le système a été conçu par la société Orbitec dans le cadre du programme Small Business Innovative Research Program de la NASA. L'expérience a été utilisée notamment pour produire des laitues romaines rouges consommées par l'équipage de la station spatiale,,,. Un système Veggie est également utilisé dans le cadre du programme HI-SEAS.

## VEG-01

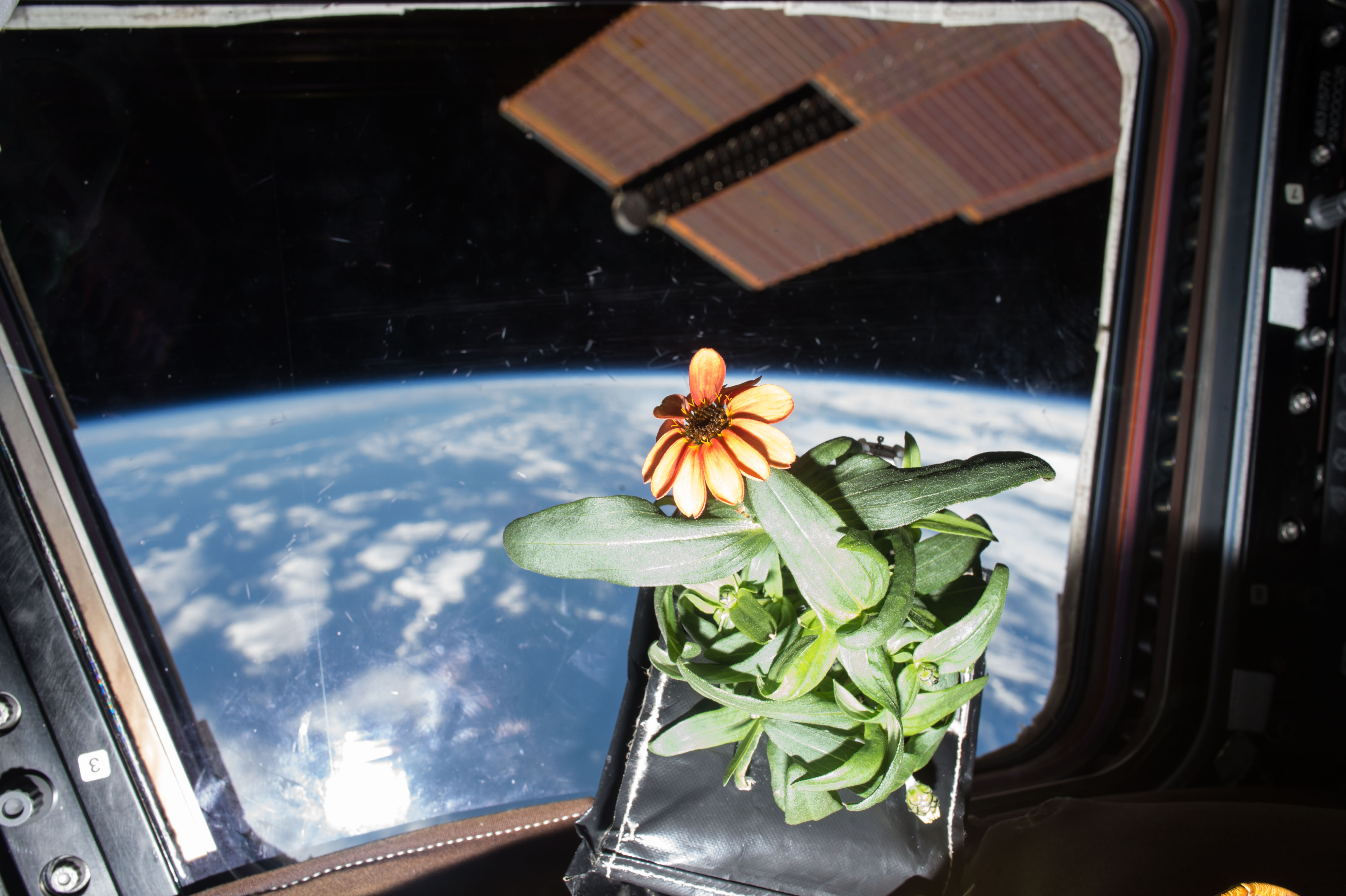
Zinnias produits dans le cadre de VEG-01C (ici dans la Cupola).

Trois essais ont été effectués sur le Vegetable Production System de la Station spatiale internationale dans le cadre de l'expérience VEG-01 visant à tester l'installation. Deux d'entre eux,
VEG-01A et VEG-01B, étaient des expérimentations de culture de laitues romaines rouges. Le troisième, VEG-01C, était une expérimentation de culture de Zinnias. VEG-01A et VEG-01B ont été menés sur 33 jours (respectivement du 8 mai 2014 au 10 juin 2014 et du 8 juillet 2015 au 10 août 2015). VEG-01C a été mené pendant 90 jours (du 16 novembre 2015 au 14 février 2016). VEG-01A a montré, après analyses au sol,
que les laitues produites étaient comestibles, entraînant la consommation d'une partie de la production de VEG-1B par l'équipage après stérilisation.
Le taux de micro-organismes s'est avéré plus élevé sur les laitues cultivées dans la station que sur Terre mais les parties consommées ont été stérilisées.
Les Zinnias de VEG-01C ont souffert d'un excès d'humidité mais certains ont produit des fleurs,.